# Thermische Solaranlage

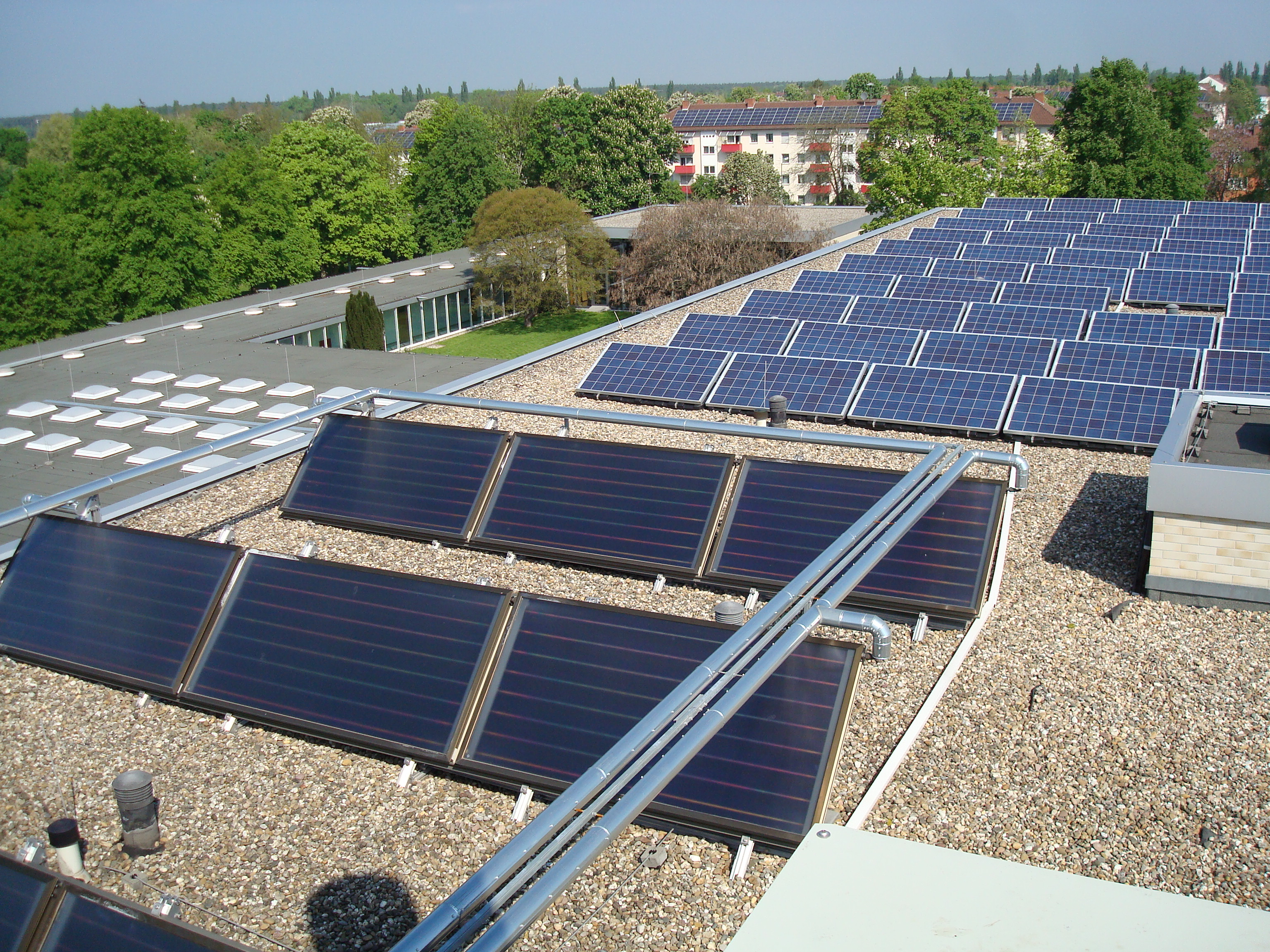
Vorne: Sonnenkollektoren auf dem Dach der Universität Speyer; dahinter Photovoltaikanlage; ganz im Hintergrund Aufdachanlagen auf den GEWO-Häusern von Speyer-West

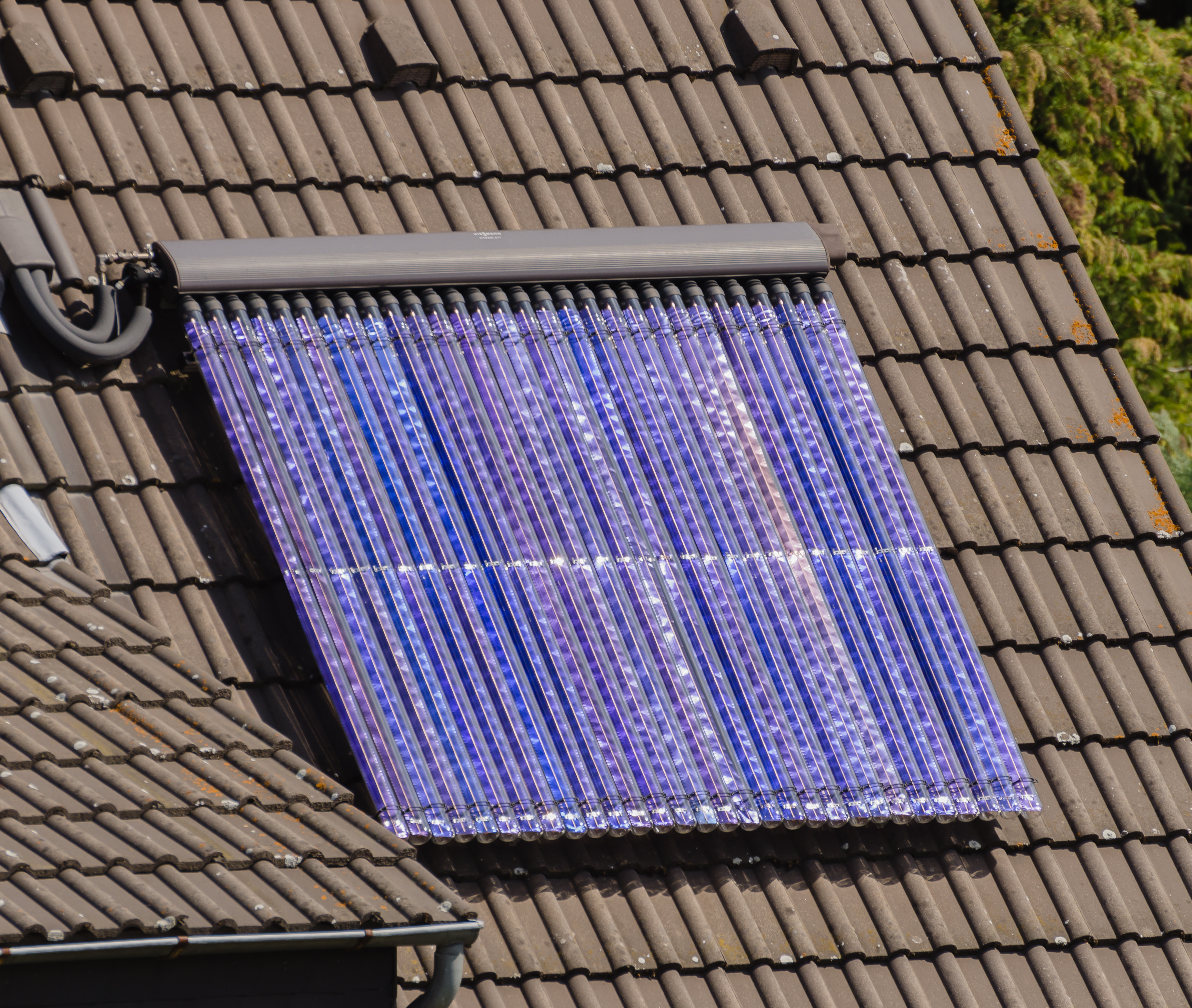
Thermosolaranlage in Mörfelden-Walldorf

In thermischen Solaranlagen, Solarthermieanlagen bzw. Thermosolaranlagen erfolgt eine Konversion von solarer Einstrahlung in Wärme. Diese wird dann in der Prozesstechnik oder der Gebäudetechnik nutzbar gemacht oder in thermischen Solarkraftwerken zur Stromerzeugung genutzt.
Die direkte Umwandlung von Sonnenlicht in Strom (elektrische Energie) – z. B. mittels Solarzellen – wird dagegen als Photovoltaik, die entsprechenden Anlagen als Photovoltaikanlagen bezeichnet.

## Einsatzgebiete

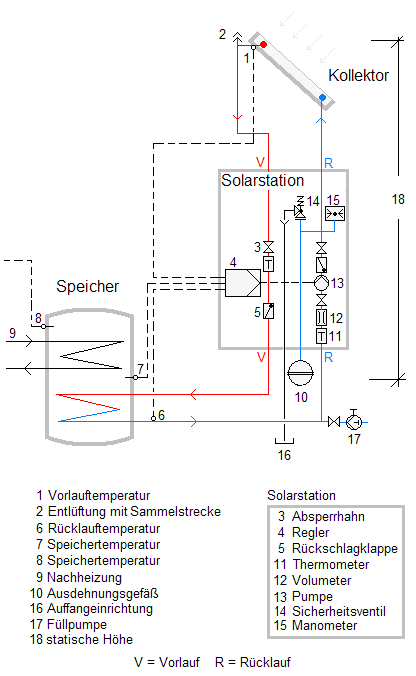
Systemschaubild eines Solarkreislaufs mit Solarstation

Tichelmann-System für Sonnenkollektoren

Überwiegend werden thermische Solaranlagen in der Haustechnik genutzt. Die gewonnene Wärme wird hierbei meistens zur Trinkwasser-Erwärmung (Spül-, Dusch- und Badewasser) und für die unterstützende Beheizung der Wohnräume eingesetzt.
Im industriellen Bereich werden Anlagen mit meist mehr als 20 m² Kollektorfläche zur Produktion von Prozesswärme im Temperaturbereich bis 100 °C oder wenig darüber, etwa zur Beschleunigung biologischer und chemischer Prozesse bei der Biomasseverarbeitung oder in der chemischen Industrie oder zur Aufheizung/Vorwärmung von Luft betrieben.
Ebenfalls zu den thermischen Solaranlagen zählen Anlagen zur solaren Klimatisierung. Aufgrund der hohen Temperaturen sind sie vergleichbar mit den Prozessanlagen.
Ein großtechnischer Einsatz findet dagegen in thermischen Solarkraftwerken wie etwa in Andasol statt. Die meisten dieser Anlagen verwenden konzentrierende Kollektoren zur Fokussierung der Sonnenstrahlen auf einen Absorber-Punkt oder eine Absorberlinie, in dem bzw. der Temperaturen von 390 °C bis über 1000 °C erreicht werden können. Diese Wärme wird anschließend entweder als industrielle Prozesswärme genutzt oder über Generatoren in Strom umgewandelt (solarthermische Stromerzeugung). Da konzentrierende Anlagen auf direkte Sonneneinstrahlung angewiesen sind, werden sie nur in sonnenreichen und trockenen Regionen (in Europa beispielsweise in Südspanien) eingesetzt.
Dieser Artikel konzentriert sich im Folgenden auf den Einsatz der Solarthermie zur Trinkwasser-Erwärmung und Heizungsunterstützung, da dies der in Mitteleuropa (noch) häufigste und am meisten verbreitete Anwendungsbereich ist.

## Bestandteile
Die thermische Solaranlage besteht aus einem Kollektor, welcher die Sonnenstrahlung in Wärme umwandelt, einem Solarwärmespeicher, der die nicht sofort genutzte Wärme speichert sowie dem verbindenden Solarkreislauf, über den die Wärme vom Kollektor in den Speicher transportiert wird. Dieser besteht aus Rohren, Armaturen und Antriebsaggregaten, die den einwandfreien Betrieb der Anlage sichern, sowie einem Regler, welcher den Wärmetransport an- und ausschaltet (außer bei Schwerkraft-Anlagen).

### Kollektoren und Absorber
Der Sonnenkollektor ist der Teil der Solaranlage, der einen möglichst großen Teil der Energie des Sonnenlichts absorbiert. Dabei erwärmt sich der Kollektor selber und wird durch Wärmedämmung oder Vakuum davor geschützt, die aufgenommene Wärmeenergie gleich wieder als Wärmestrahlung zu emittieren. Die absorbierte Wärme soll möglichst verlustfrei auf die Solarflüssigkeit im Solarkreislauf übertragen werden.
Als Absorber bezeichnet man sowohl die in den Kollektoren enthaltenen Leitungen, die dem Transport des Wärmeträgerfluids dienen, als auch eigenständige Bauteile, welche die Solarenergie unmittelbar aufnehmen, ohne wie bei einem Kollektor zusätzlich von Glas oder einem Gehäuse umschlossen zu werden. Die verschiedenen Absorbertypen sind in den Artikeln Sonnenkollektor sowie Solarabsorber beschrieben.
Die wichtigsten Bauformen sind
- Flachkollektoren, die mit herkömmlichen Dämmmaterialien gegen Wärmeverluste geschützt werden (Wärmedämmung). Sie sind wegbereitend für die effiziente Solarnutzung gewesen. Sie haben eine lange Lebensdauer; einige Hersteller sollen eine Funktionsgarantie über 20 Jahre geben.
- Vakuumröhrenkollektoren, die ebenso aufgebaut sind wie eine Thermoskanne: Die das Transportmedium enthaltende innere Absorberröhre wird von einer zweiten, äußeren Glasröhre umschlossen. Um den Energieverlust der aufgeheizten Flüssigkeit zu reduzieren, wird dem Zwischenraum die Luft entzogen (Vakuum). Aufgrund der geringeren Energieverluste arbeiten Vakuumkollektoren trotz des höheren Preises insbesondere bei hohen Temperaturdifferenzen von über 40 °C zwischen Außenluft und Absorber rentabler als andere Bautypen. Sie werden daher eingesetzt, wenn die Solaranlage die Heizungsanlage unterstützen soll und es somit insbesondere auf den Energiegewinn im Winter ankommt, sowie auch im industriellen Bereich, wo Prozesswärme mit Temperaturen von über 80 °C benötigt wird.[1] Bei geringer Temperaturspreizung ist der Flachkollektor im Vorteil. Infolge der besseren Dämmung tauen Vakuumröhrenkollektoren etwas langsamer ab. In Regionen mit viel Schnee kann dies nachteilig sein.

In Europa sind überwiegend Flachkollektoren verbreitet. Vakuumkollektoren haben einen höheren Ertrag pro Quadratmeter Absorberfläche. Allerdings verringert sich der Unterschied wenn der Ertrag auf die Gesamtfläche des Kollektors bezogen wird, da den eigentlichen Absorberröhrchen bei Röhrenkollektoren konstruktionsbedingt ein geringerer Anteil der Gesamtfläche zur Verfügung steht. Bei ausschließlicher Verwendung zur Erwärmung von Brauchwasser im privaten Einfamilienhaus bringt ein Vakuum-Röhrenkollektor nur marginale Ertragsvorteile.
Zur Vorhersage des Wärmeertrags werden die Leistungsdaten der Kollektoren herangezogen, die in den Keymark-Zertifikaten ausgewiesen sind.
Eine Mischform sind so genannte Vakuumflachkollektoren. Bei diesen wird der gesamte Luftraum des kastenförmigen Flachkollektors vakuumiert. Bauartbedingt neigen diese zu Undichtigkeiten, so dass eindringende Luft regelmäßig mit Hilfe einer Vakuumpumpe abgesaugt werden muss.
Bei registerförmigen Absorberrohren oder wenn mehrere Solarabsorber bzw. -kollektoren in einem gemeinsamen Hydrauliksystem parallel betrieben werden (beispielsweise mit einer gemeinsamen Umwälzpumpe), müssen sie nach Tichelmann miteinander verrohrt werden, damit eine einigermaßen gleichmäßige Durchströmung aller Kollektoren sichergestellt ist.

### Solarspeicher

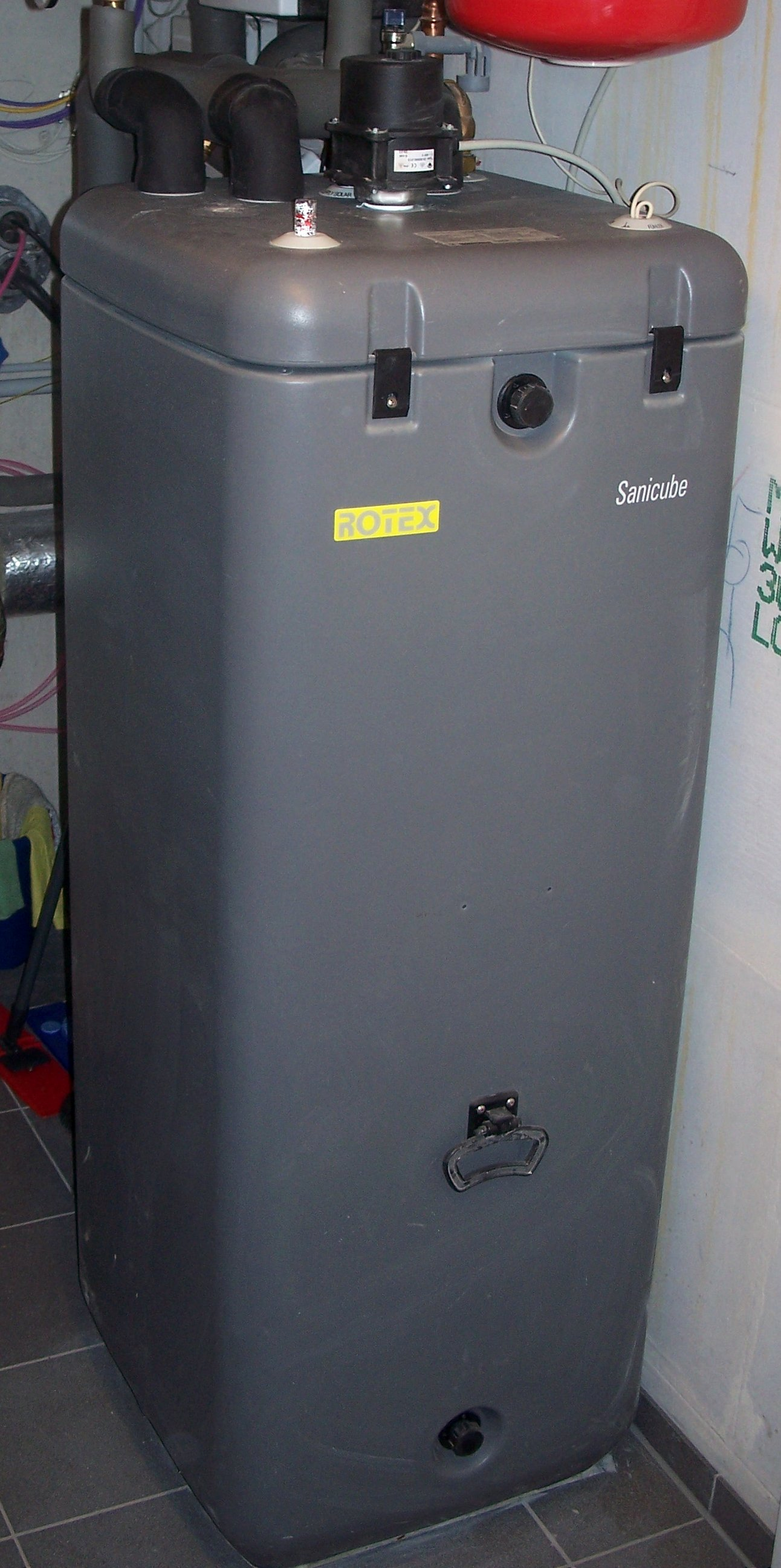
Druckloser 300-l-Solarspeicher

Um die eingefangene Wärme unabhängig von der aktuellen Sonneneinstrahlung nutzen zu können, muss sie gespeichert werden. Wichtige Qualitätsgrößen sind die Speicherkapazität und die Wärmeverluste.

#### Thermische Speicherkapazität
Die Speicherkapazität ist proportional zum Speichervolumen, zur Wärmekapazität des Speichermediums und zur nutzbaren Temperaturdifferenz.
Als Speichermedium dient überwiegend Wasser. Wasser hat im Vergleich mit anderen Stoffen eine hohe spezifische Wärmekapazität von 4,187 kJ/(kg·K). Ein vollständig durchwärmter 500-Liter-Warmwasserspeicher enthält bei einer Temperaturdifferenz von etwa 45 K beispielsweise eine nutzbare Energiemenge von
{\displaystyle {{\frac {500\,\mathrm {dm^{3}} \cdot 1{\frac {\mathrm {kg} }{\mathrm {dm^{3}} }}\cdot 4{,}187\,\mathrm {{\frac {kJ}{kg\cdot K}}\cdot 45} \,\mathrm {K} }{3600\,{\frac {\mathrm {kJ} }{\mathrm {kWh} }}}}=26{,}2\,\mathrm {kWh} }}
zwischen Zulauf aus dem Kaltwasser-Leitungsnetz und Speicher.
Real ist die Energiemenge kleiner, da in einem Speicher immer eine Temperaturschichtung existiert.
Soll ein Wasserspeicher für den Heizungsbetrieb genutzt werden, empfiehlt sich eine höchstmögliche Speichertemperatur sowie eine Niedertemperaturheizung und die Anwendung eines Heizungsmischers, um eine möglichst große Temperaturdifferenz zu erzielen.
Ein vollständig durchwärmter 800-Liter-Speicher mit 80 °C Speichertemperatur und 30 °C Vorlauftemperatur einer Fußbodenheizung könnte dann beispielsweise
{\displaystyle {{\frac {800\,\mathrm {dm^{3}} \cdot 1{\frac {\mathrm {kg} }{\mathrm {dm^{3}} }}\cdot 4{,}187\,\mathrm {{\frac {kJ}{kg\cdot K}}\cdot (80-30)} \,\mathrm {^{\circ }C} \cdot 1{\frac {\mathrm {K} }{\mathrm {^{\circ }C} }}}{3600\,{\frac {\mathrm {kJ} }{\mathrm {kWh} }}}}=46{,}5\,\mathrm {kWh} }}
vorhalten.

#### Wärmeverlust
Ein heute üblicher 300-l-Speicher hat (je nach Fabrikat und Hersteller) z. B. einen Wärmeverlust von ca. 1,9 kWh/Tag, ein 600-l-Speicher bei gleichem Dämmstandard ca. 2,4 kWh/Tag. Bei verdoppeltem Speichervolumen steigt der Wärmeverlust also nur um ca. 30 % an. Ein Grund dafür ist, dass die Oberfläche eines Speichers unterproportional mit dem Volumen ansteigt.

#### Aufbau
Von herkömmlichen Trinkwasserspeichern unterscheiden sich Solarspeicher vor allem durch:
- verstärkte Dämmung; üblich sind 10 cm und mehr (bis zu ca. 50 cm), teilweise aus Materialien wie PU- oder PP-Schaum mit sehr geringer Wärmeleitfähigkeit (λ < 0,04 W/(m K)), zum Teil zweischichtig, gegenüber oft nur 5 cm Mineralwolle bei herkömmlichen Warmwasserspeichern in Zentralheizungsanlagen.
- eine hohe und schlanke Bauform des Wasserbehälters, die die Entwicklung unterschiedlicher Temperaturschichten erlaubt (oben heißes Wasser, unten kühles Wasser)
- einen tief angebrachten, großflächigen Wärmeübertrager für die Übertragung der Wärme aus dem Solarkreis.

#### Langzeitspeicher

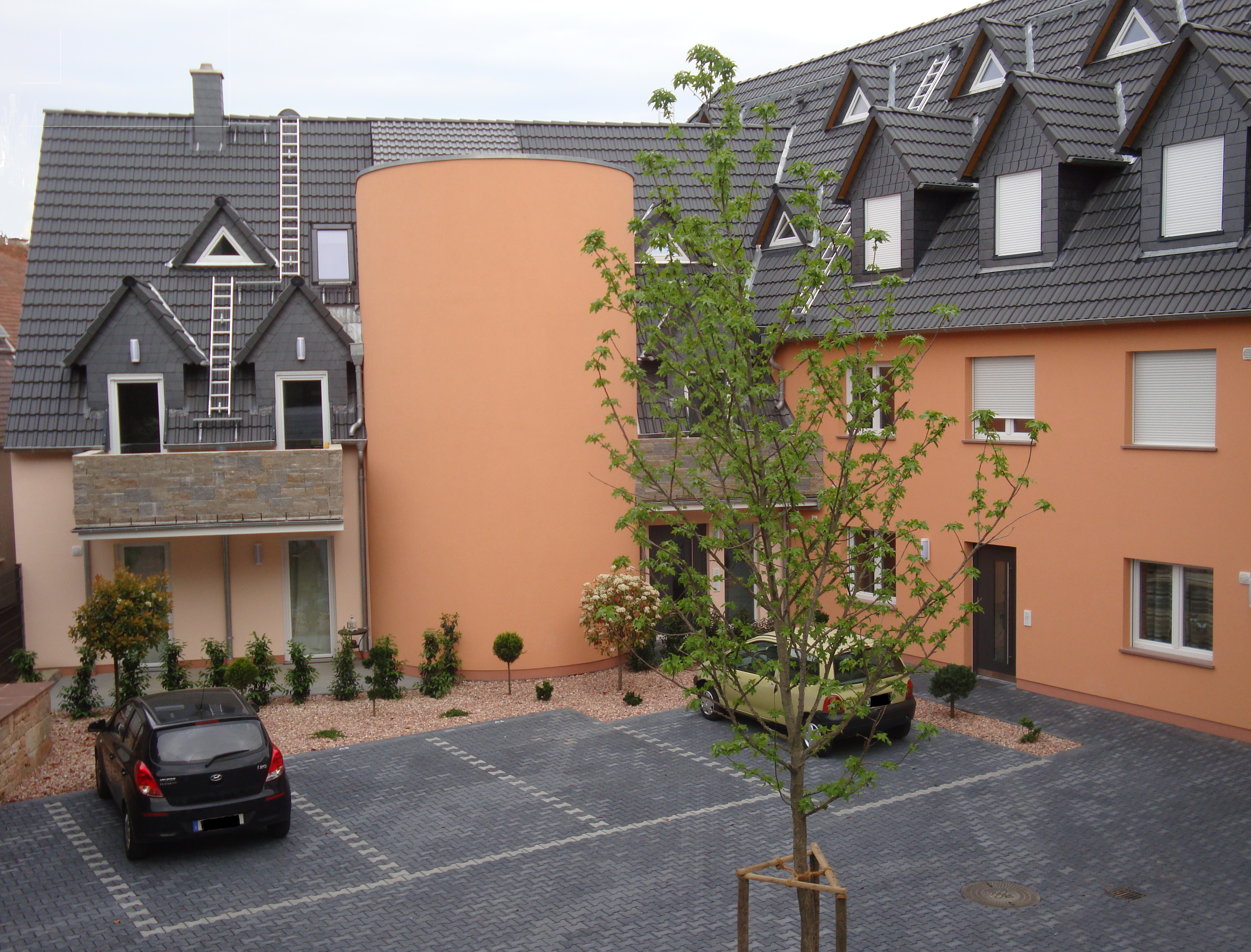
Zentraler Solartank-Speicher in einem Sonnenhaus-Komplex bestehend aus 5 Gebäuden mit 16 Wohneinheiten. Der solare Deckungsgrad des Komplexes wird mit 65 % angegeben.

Für eine längerfristige Speicherung in einem Saisonwärmespeicher, etwa vom Sommer in den Winter, wird neben Wasser auch Kies eingesetzt. Die Wärme wird dabei mittels Luft ein- und ausgebracht. Wasser und Feststoffe sind für eine solche längerfristige Speicherung jedoch nur geeignet, wenn große Volumina bzw. Massen zur Verfügung stehen.
Eine Alternative sind Latentwärmespeicher, diese nutzen die Phasenumwandlung fest/flüssig, z. B. von Paraffinen, zur Wärmespeicherung und benötigen ein wesentlich geringeres Volumen für die gleiche Wärmemenge. Bei ihnen sind meist eine Vielzahl von mit Paraffin gefüllten Behältern in einem Wassertank eingelegt.
Thermochemische Wärmespeicher nutzen den Wärmeumsatz umkehrbarer chemischer Reaktionen: Durch Wärmezufuhr wechselt das verwendete Wärmeträgermedium seine chemische Zusammensetzung; bei der von außen angestoßenen Rückumwandlung wird der größte Teil der zugeführten Wärme wieder freigesetzt.
Thermochemische Wärmespeicher ermöglichen im Unterschied zu Puffer- und Latentwärmespeichern die nahezu verlustfreie Speicherung größerer Wärmemengen über längere Zeiträume. Daher eignen sie sich z. B. als Saisonspeicher für solarthermische Anwendungen in Regionen mit hohen jahreszeitlichen Temperaturunterschieden.

#### Bivalente Speicher
Häufig sind Solarspeicher bivalent ausgelegt, das heißt, sie besitzen zusätzlich zum Wärmeübertrager des Solarkreises eine Einrichtung zum Nachheizen mittels einer anderen Energiequelle, z. B. einen zweiten Wärmeübertrager im oberen Speicherbereich zum Anschluss an einen konventionellen (Heizöl bzw. Erdgas), Wärmepumpe oder Biomasse-Heizkessel (Pellet, Hackschnitzel oder Scheitholz). Dieses Nachheizen wird immer dann notwendig, wenn die Sonne nicht genügend Energie liefert, um den Warmwasserbedarf zu decken (zum Beispiel nach mehreren kalten Tagen mit dichter Wolkendecke). Alternativ kann dazu auch ein elektrischer Heizstab verwendet werden; die Wassererwärmung mit Strom ist aber energetisch sehr ineffizient und wenig umweltfreundlich.

#### Kombispeicher
Neben reinen Trinkwasserspeichern gibt es auch so genannte Kombispeicher oder Tank-im-Tank-Systeme, die gleichzeitig der Heizungsunterstützung dienen. Diese Behälter werden vom Wasser aus der Zentralheizungsanlage durchflossen, das im unteren Bereich solar aufgewärmt, im oberen Bereich bei Bedarf aus dem Heizkessel nachgeheizt wird. Im Inneren dieses Heizwasser-Speichers befindet sich ein zweiter, deutlich kleinerer Behälter oder ein dickes gewendeltes Rohr, durch den oder das das Trinkwasser fließt und – ähnlich einem Durchlauferhitzer – dabei vom Heizwasser erwärmt wird. Solche Speicher weisen ein wesentlich höheres Gesamtvolumen auf als reine Trinkwasserspeicher (mindestens doppeltes Volumen); der vorgehaltene Anteil an erwärmtem Trinkwasser ist aber wesentlich geringer (etwa 80 bis 200 Liter). Solche Anlagen eignen sich daher auch für öffentliche Gebäude oder Pensionen, die einen hohen Warmwasserbedarf haben, aber nicht auf Warmwassertanks mit mehr als 400 Liter zurückgreifen wollen, die besondere Schutzmaßnahmen gegen Legionellen erfordern.

#### Solarpufferspeicher
Solarpufferspeicher beinhalten Heizungswasser – kein Trinkwasser. Ein typisches Beispiel hierfür sind die Schichtladespeicher. Ein Solarpufferspeicher verfügt i. d. R. über einen Wärmeübertrager im unteren Bereich des Speichers. Die Solaranlage erwärmt das Heizungswasser. Erzielt die Solaranlage nicht ausreichend hohe Pufferspeicher-Temperaturen, kann eine sonstige konventionelle Wärmequelle (z. B. Holzkessel, Elektroeinschraubheizstab, Öl- oder Gasheizung) das Pufferwasser ohne die notwendige Verwendung eines Wärmetauschers direkt nachheizen. Trinkwasser kann mit Hilfe einer Frischwasserstation aus dem Pufferspeicher erwärmt werden. Dazu dient ein entsprechend dem Warmwasserbedarf dimensionierter Plattenwärmetauscher in Verbindung mit einer geregelten Pumpe für das Pufferwasser. Ein Legionellenbefall des Trinkwassers wird bei der Trinkwassererwärmung durch Pufferspeicher in Verbindung mit einer Frischwasserstation durch das geringe Leitungsvolumen praktisch ausgeschlossen.

### Solarflüssigkeit

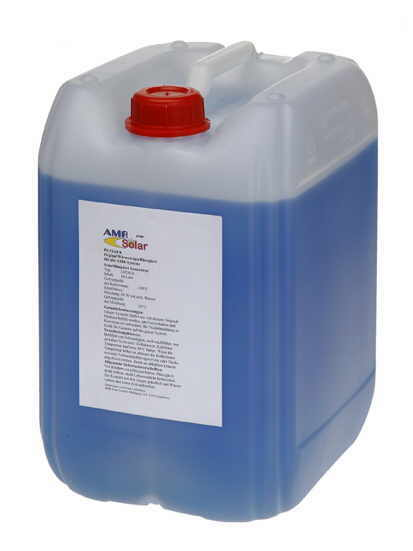
Solarflüssigkeit

Die Wärmeträgerflüssigkeit transportiert – bei flüssigkeitsgefüllten Anlagen – die Wärme vom Erzeuger zum Verbraucher bzw. Speicher.
Allgemein gilt, dass unter Grenzbedingungen in Hitzeperioden es zum Abdampfen der Solarflüssigkeit kommen kann was wiederum zur Stagnation des Kollektors führt.

#### Propylenglycol-Wasser-Lösung
Zumeist ist die Solarflüssigkeit eine Wasser-Propylenglycol-Lösung, die einen niedrigeren Gefrierpunkt als Wasser hat, damit wird die Anlage vor Frostschäden geschützt. Der Siedepunkt der Solarflüssigkeit ist wesentlich höher als von reinem Wasser. Besonders in Drucksystemen treten dadurch unter Grenzbedingungen in Hitzeperioden bzw. bei ungenügender Wärmeabnahme hohe Temperaturen (bis über 200 Grad Celsius) und Drücke im Solarkreislauf auf. Leitungssystem und Dichtungen müssen dafür ausgelegt sein. Geht bei zu hohen Temperaturen die Solarflüssigkeit trotzdem in die Dampfphase über, führt dies zum Anlagenstillstand und die Stagnationstemperatur wird erreicht; der Druck wird dann zunächst vom Membranausdehnungsgefäß (MAG) abgefangen und bei Überschreitung einer Grenze (meist 6 bar) wird Solarflüssigkeit über das Sicherheitsventil in einen Auffangbehälter abgelassen. Der Zustand und der Wechsel der Solarflüssigkeit wird bei der Wartung geprüft, da die Lösung durch häufige Aggregatwechsel altert. Die heute verwendeten Mischungen sind ungiftig und chemisch relativ stabil.
Je höher die Glycolkonzentration ist, desto tiefere Temperaturen kann der Solarkreislauf ohne Schaden überstehen. Eine Konzentration von über 50 % sollte jedoch vermieden werden, da sich die spezifische Wärmekapazität des Gemisches vermindert. Auch wird die Pumpe nicht mehr zuverlässig gekühlt. Die Viskosität des Gemisches und damit die erforderliche Pumpenarbeit und Stromaufnahme erhöhen sich. Insgesamt sinkt damit der Wirkungsgrad der Anlage. Im Extremfall kann es zu Startschwierigkeiten der Pumpe kommen. Sollte die Anlage sehr tiefen Temperaturen ausgesetzt sein, so bildet sich bei ausreichendem Glycolanteil ein Wassereisgemisch, das die Leitungen aber nicht zerstört. Heatpipes werden von der Solarflüssigkeit nicht geschützt. Die Frostfestigkeit von Heatpipes ist je nach Hersteller ungefähr bei −30 °C.

#### Reinwasser
Es gibt Systeme, die direkt mit Wasser (genauer Reinwasser) als Solarflüssigkeit arbeiten. Der Reinheitsgrad muss nicht besonders hoch sein. Normales Trinkwasser oder gefiltertes Regenwasser reicht aus. Bei direkt durchflossenen Röhrenkollektoren mit geschlossenen Solarkreisläufen, bei denen eine Restmenge von Licht auf das Wasser trifft, werden manchmal chemische Zusätze verwendet, die eine Algenbildung im Wasser hemmen. Bei Reinwassersystemen muss nicht zwingend ein Wärmetauscher zwischen Solarkreislauf und Speicher vorhanden sein. Dies erleichtert auch die Einbindung einer Solaranlage in bestehende Heizungssysteme. Im Winter ist sicherzustellen, dass die Kollektoren nicht einfrieren. Dazu wird die Außentemperatur überwacht und bei Bedarf wärmeres Wasser durch den Kollektor geleitet. Der hierzu erforderliche Energiebedarf (Pumpe, Warmwasser) kann aufgerechnet werden mit verschiedenen Einsparungen, wie z. B. dem besseren Wirkungsgrad durch den Verzicht auf einen Frostschutzzusatz. Die höhere Wärmekapazität und die geringere Viskosität von reinem Wasser hat daher weniger Pumpenarbeit zur Folge.
Ähnlich arbeiten auch Drain-Back-Systeme, bei denen der Solarkreislauf automatisch nur dann mit Wasser gefüllt wird, wenn die Kollektoren ausreichend warm sind und der Speicher aufnahmefähig ist. Sobald die automatische Regelung die Pumpe abstellt, läuft das Wasser in ein integriertes Auffanggefäß.
Unter Grenzbedingungen, in Hitzeperioden, treten im Solarkreislauf geringere Temperaturen auf, da Reinwasser einen niedrigeren Siedepunkt hat, als eine Propylenglycol-Wasser-Lösung. Besonders in Drucklossystemen ist es damit auch möglich, Leitungen, Pumpen und andere Komponenten aus Polypropylen zu verwenden.

### Rohrleitungen und Wärmedämmung
Im Umfeld von Einfamilienhäusern werden im Allgemeinen Kupferrohre, außen verzinkte C-Stahl- oder Edelstahlrohre der Nennweiten DN 15 bis DN 25 oder Edelstahlwellrohre verwendet, auch können geeignete Verbundrohre zum Einsatz kommen, die sowohl temperaturbeständig als auch chemisch beständig sind. Zink im Rohrsystem darf an keiner Stelle verwendet werden, wenn ein Glycolgemisch verwendet wird.
Aufgrund der kurz vor dem Stagnationszustand entstehenden hohen Temperaturen sollen Lötfittinge im Vorlauf bis zum Speicher sowie auch in den bei einer Stagnation betroffenen Bereichen des Rücklaufs nur hartgelötet werden. Bei Pressverbindungen sollen in diesen Bereichen statt der üblichen O-Ringe aus EPDM nur solche aus FKM (Viton) verwendet werden.
In der Regel orientiert sich die Stärke der Wärmedämmung von Solarkreisläufen an der 100-%-Wärmedämmung nach Energieeinsparverordnung.
Viele gewöhnlich zur Heizungsinstallation verwendete Rohrdämmstoffe können nicht verwendet werden, da das Material vorübergehend der Stagnationstemperatur des Kollektors und dauerhaft Betriebstemperaturen von mindestens 110 °C widerstehen können muss. Im Außenbereich kommen blechummantelte Mineralwollschalen sowie geschäumtes EPDM in Frage, um Schäden durch UV-Strahlung, Witterung und Einwirkung von Vögeln zu vermeiden.
Es werden auch spezielle Isolierungen auf Aerogel-Basis (Spaceloft) angeboten, dabei entsprechen 10 mm Isolierung einer EPDM-Isolierung mit 40 mm.

### Solarkreislauf, Anschlüsse und Armaturen

#### Umwälzpumpe
Als Umwälzpumpen werden meist Heizungspumpen verwendet, die zum Schutz vor den hohen Temperaturen in den kalten Rücklauf gesetzt werden. Da der Volumenstrom des Solarkreises viel kleiner als der eines Heizungskreises ist, sind die Heizungspumpen für kleine Solaranlagen oft überdimensioniert. Solarpumpen sind oft elektronisch über die Solarsteuerung geregelt, außerdem für kleine Volumenströme ausgelegt und deshalb stromsparend. Dafür einsetzbar sind fast alle kleinen Heizungspumpen, die keine eigene Elektronik besitzen, aber auch spezielle Pumpen mit Elektronik, die mit einer zusätzlichen Regelspannung, aus der Solarelektronik, eine PWM-Regelung erlauben. Damit defekte Pumpen ohne Entleeren des Solarkreislaufs ausgewechselt werden können, sollten diese zwischen zwei Absperrschiebern montiert werden. Ein Rückflussverhinderer im Rücklauf verhindert die mögliche Schwerkraftzirkulation, einer im Vorlauf vermeidet Rückströmung und damit Auskühlung des Speichers.

#### Steuerung und Kontrolle des Solarkreislaufs
Volumeter dienen zur Messung des Durchflusses, Thermometer und Manometer zur Kontrolle von Temperatur und Druck.

#### Befüllung und Behandlung der Solarflüssigkeit
Erforderlich sind temperaturfeste Entlüfter oder Luftabscheider, sowie Armaturen zum Spülen, Befüllen und Entleeren der Solaranlage.
Ein Schmutzfänger ist nicht vorgeschrieben. Da ein Filter den Strömungswiderstand erhöht, sollte er nur vorübergehend nach Errichtung oder Änderung der Anlage im Kreislauf eingebunden werden – etwa über einen schaltbaren Bypass. Zum dauerhaften Einsatz sind spezielle Schmutz- und Schlammabscheider mit geringem Strömungswiderstand geeignet.

#### Speicheranschluss
Um Wärmeverluste in den Anschlussrohren durch rohrinterne Zirkulation zu verringern, sollten die Rohre in Form einer Thermosiphon-Konvektionsbremse angeordnet sein – sofern die Speicheranschlüsse nicht schon in dieser Form konstruiert sind. Für Drain-Back-Systeme gelten etwas andere Richtlinien.

#### Druckhaltung

##### Druckanlagen
Zu den Sicherheitseinrichtungen gehören bei Druckanlagen Membranausdehnungsgefäß (MAG) und Sicherheitsventil. Die Größe des MAGs ergibt sich aus dem Ausdehnungswasservolumen zuzüglich dem kompletten Flüssigkeitsdampf des Kreislaufes. Die Ableitung des SVs soll sicherstellen, dass heißes Spritzwasser keine Gefahr darstellt. Ein blockierbarer Entlüfter mit Sammelstrecke am höchsten Anlagenpunkt sorgt dafür, dass angesammelte Luft entlüftet werden kann. Damit wird gewährleistet, dass die Wärme kontinuierlich von Nur-Flüssigkeit aufgenommen und transportiert werden kann und der Kreislauf nicht unterbrochen ist.

##### Drucklosanlagen
Drucklosanlagen besitzen ein offenes Ausgleichsgefäß ohne Membrane an höchster Stelle des Leitungssystems. Es gibt kein Überdruckventil und auch keine zusätzlichen Entlüfter. Verdampft Wasser, muss dieses nachgefüllt werden, was üblicherweise automatisch erfolgt. Obwohl der Sauerstoffeintrag über das offene drucklose System gering ist, müssen alle Teile im Solarkreislauf aus korrosionsbeständigen Materialien bestehen.

### Solarregler, Solarstation

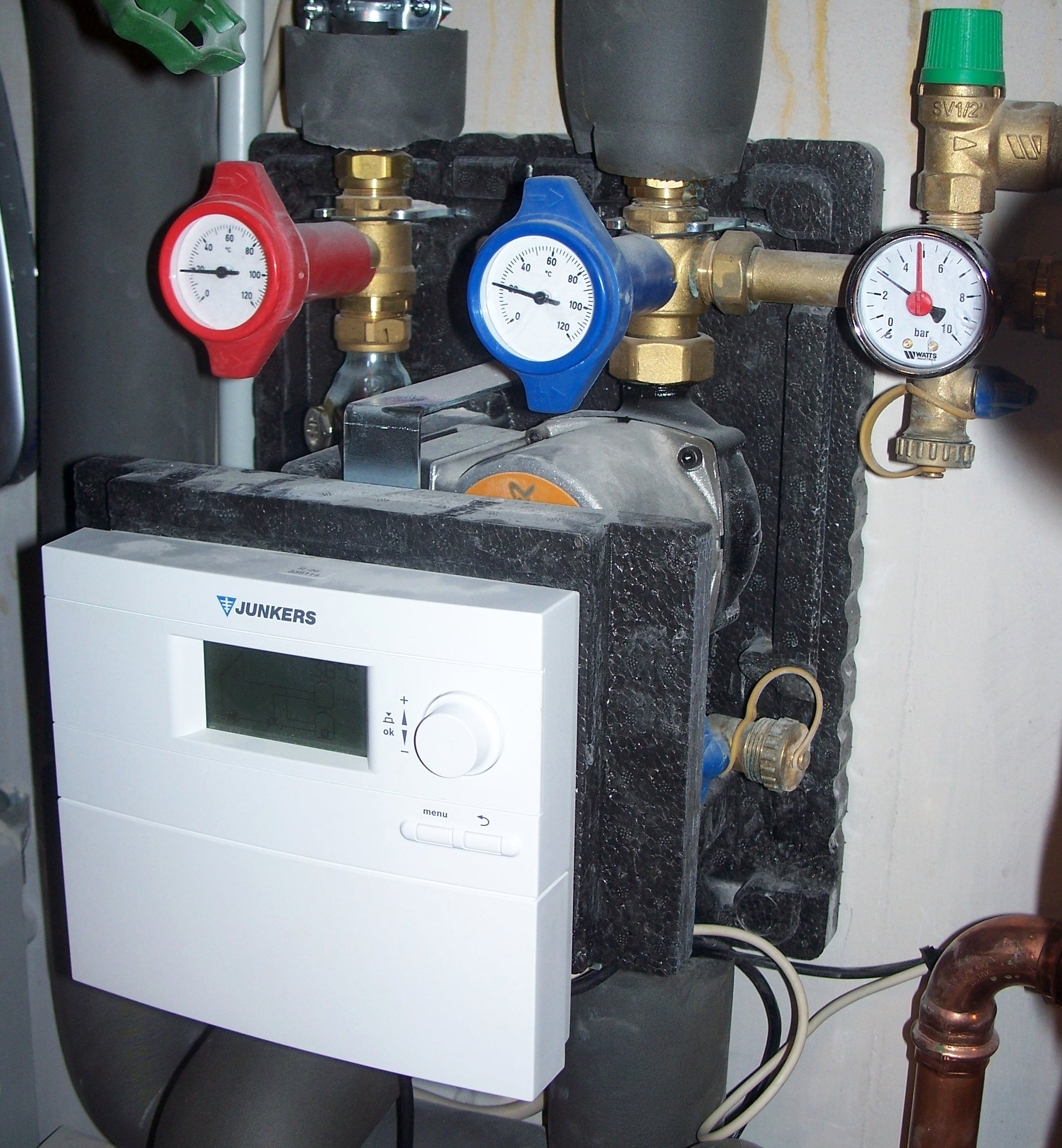
Solarstation mit Pumpe, Sicherheitsgruppe, Regler, Thermometern und Luftabscheider

Ein Solarregler besteht aus verschiedenen Regel- und Steuerkreisen. Er verarbeitet eingestellte Temperaturwerte, Temperaturmesswerte sowie gemessene Temperaturdifferenzen.
In Abhängigkeit von den eingestellten und den gemessenen Werten werden Pumpen und/oder Ventile geschaltet.
Die Temperaturen werden in einfachen Anlagen mit zwei Fühlern (meist Platinfühler vom Typ „PT 1000“ = elektrischer Widerstand 1000 Ohm bei 0 Grad Celsius) am Kollektor (Vorlauf) und im Speicher erfasst; liegt die Kollektortemperatur etwa 3–5 Kelvin über der Speichertemperatur, schaltet die Pumpe ein, bei Unterschreitung eines Grenzwertes schaltet sie aus. Bei einer Temperaturerfassung im Rücklauf aus dem Wärmespeicher kann zusätzlich zur Überwachung die gewonnene Wärmeenergie erfasst werden. Ein weiterer Fühler ist vereinzelt zur Festlegung der Speicher-Maximaltemperatur erforderlich. Komplexere Steuerungen können auch mehrere Kollektorfelder mit unterschiedlicher Ausrichtung bzw. Einstrahlung und mehrere Speicher verwalten. Auch ein Betriebsstundenzähler zu Wirtschaftlichkeitsberechnungen ist meist integriert. Manche Regler generieren aus den Messwerten Tendenz- und Plausibilitätswerte.
Für Ein- und Zweifamilienhäuser wird die Minimalausstattung in einer kompakten Einheit angeboten, die je nach Fabrikat Solarregler, Kompaktstation oder Solarstation heißt. Sie ist etwas größer als ein Schuhkarton und von einer Wärmedämmung umgeben, in der sich die vier Anschlüsse (Vor- und Rücklauf zum Kollektor bzw. Speicher), meist zwei Thermometer, die Pumpe, ein Manometer, das Sicherheitsventil mit Abblaseleitung, der Anschluss für das Membranausdehnungsgefäß und der Regler mit seiner Stromversorgung befinden. Diese Kompakteinheiten, meist noch mit integriertem Luftabscheider, sind platzsparend und einfach zu installieren.

### Inbetriebnahme und Wartung
Nach Fertigstellen der Anlage erfolgt die Inbetriebnahme, wozu sie einer Dichtheitsprobe und einem Spülvorgang unterzogen werden muss. Bei Drucksystemen erfolgt eine Druckprobe mit dem 1,5-fachen des maximalen Betriebsdruckes, welcher sich aus der statischen Anlagenhöhe mit 0,1 bar je Meter und 0,5 bar als Abstand zum Ansprechdruck des Sicherheitsventils ergibt. Das Spülen der Anlage entfernt Schmutzreste und gewährleistet einen störungsfreien Durchfluss. Da mit Wasser gespült wird, soll dies in der sicher frostfreien Zeit geschehen. Je nach Anlagenkonzeption könnte Restwasser nicht einfrieren. Die Füllung der Kollektoranlage geschieht – je nach Absorberhersteller und Anlagentype – mit vorgefertigten Mischungen oder Reinwasser dem Algenschutz beigefügt werden kann. Mischungen und Zusätze oder behandeltes Wasser können über einen Füllschlauch und einer Füllpumpe in die Anlage gepumpt werden. Danach ist der Betriebsdruck am MAG aufzubringen und der Anlagendurchfluss einzustellen. Vollständiges Entweichen der Luft ist wichtig, damit der Kreislauf aufrechterhalten wird und Betriebsgeräusche vermieden werden. Der in der Luft enthaltene Sauerstoff bewirkt eine raschere Oxidation des Frostschutzmittels. Ein längeres Leerlaufen der Pumpe sollte vermieden werden und könnte eventuell die Pumpe beschädigen.
Die Wartung des Drucks ist jährlich durchzuführen und der Anlagendruck ist wiederherzustellen. Die Kontrolle der Solarflüssigkeitskonzentration ist zweijährlich auszuführen. Die Messung erfolgt mit Spindelaräometer und einer pH-Wert-Messung, die über 7 liegen muss (leicht basisch). Ist das Gemisch saurer, muss evtl. die gesamte Solarflüssigkeit ausgetauscht werden. Die Verschmutzung der Kollektorenabdeckung spielt meist keine wesentliche Rolle und führt maximal zu einer Leistungseinbuße von 2 bis 10 %. Eine spezielle Reinigung der Kollektoren ist nicht erforderlich.

## Bautypen und Anlagentechnologie

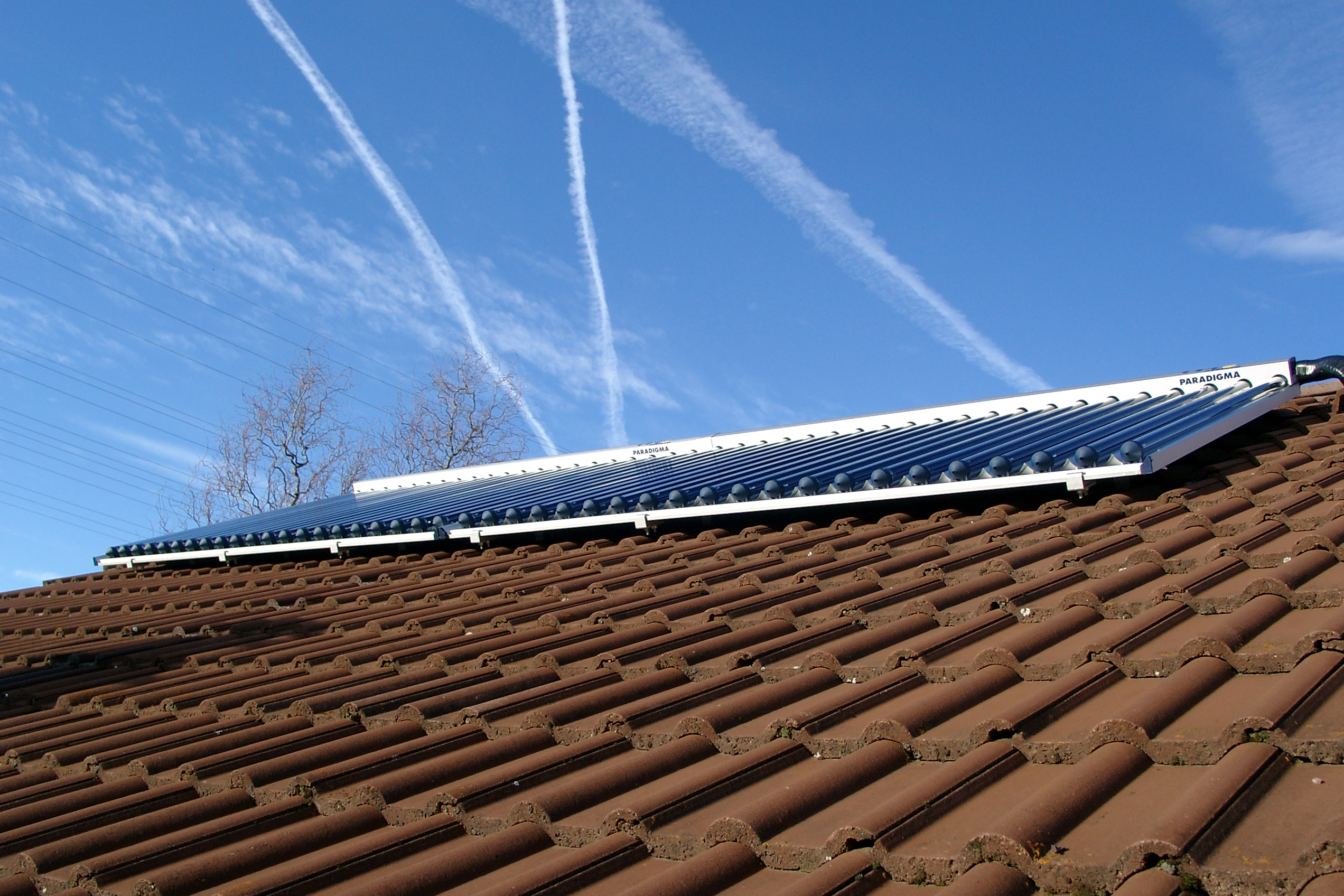
Dachmontage zweier Vakuumröhrenkollektoren auf einem Einfamilienhaus in Süddeutschland

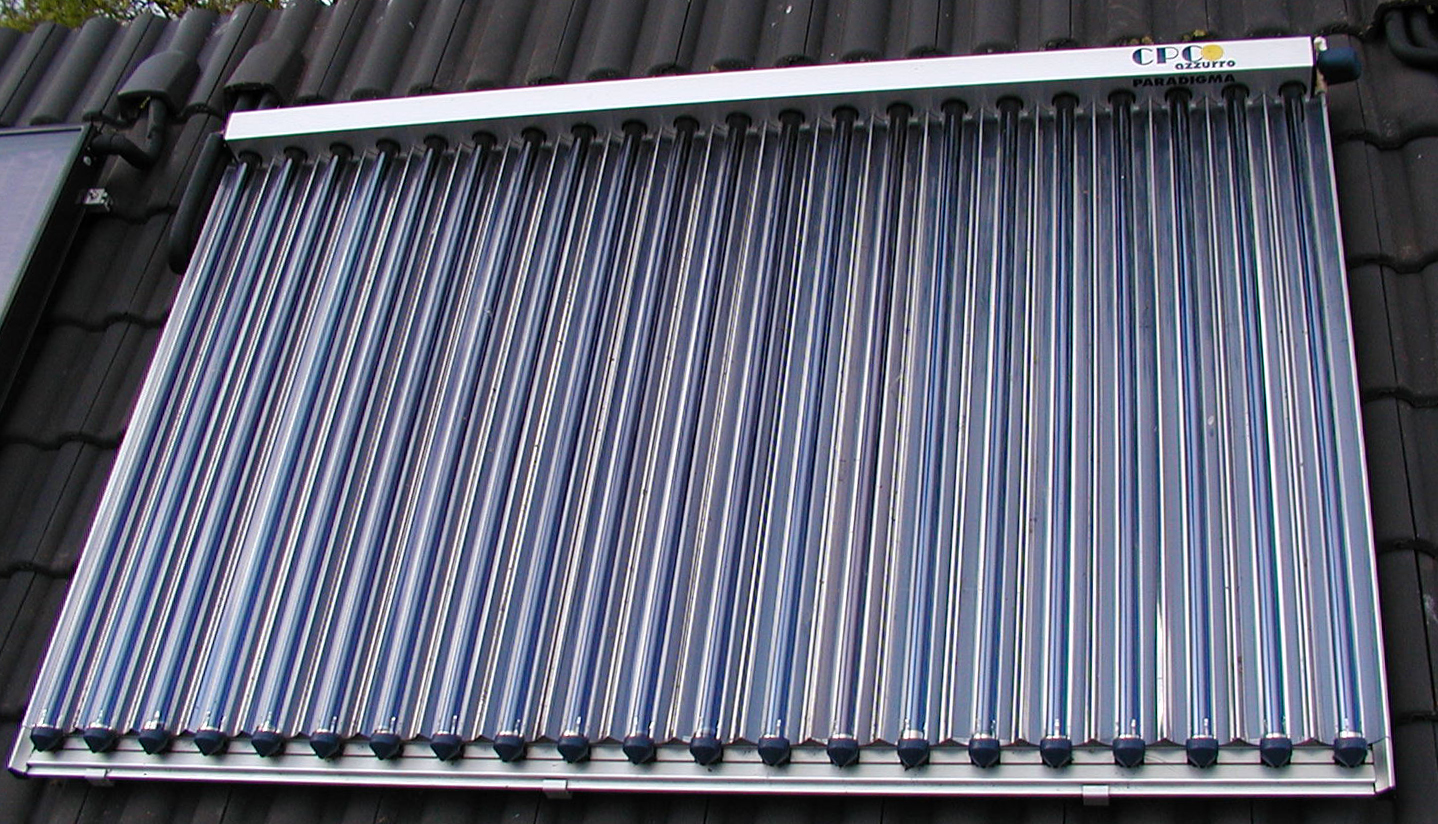
Ein Vakuumröhrenkollektor

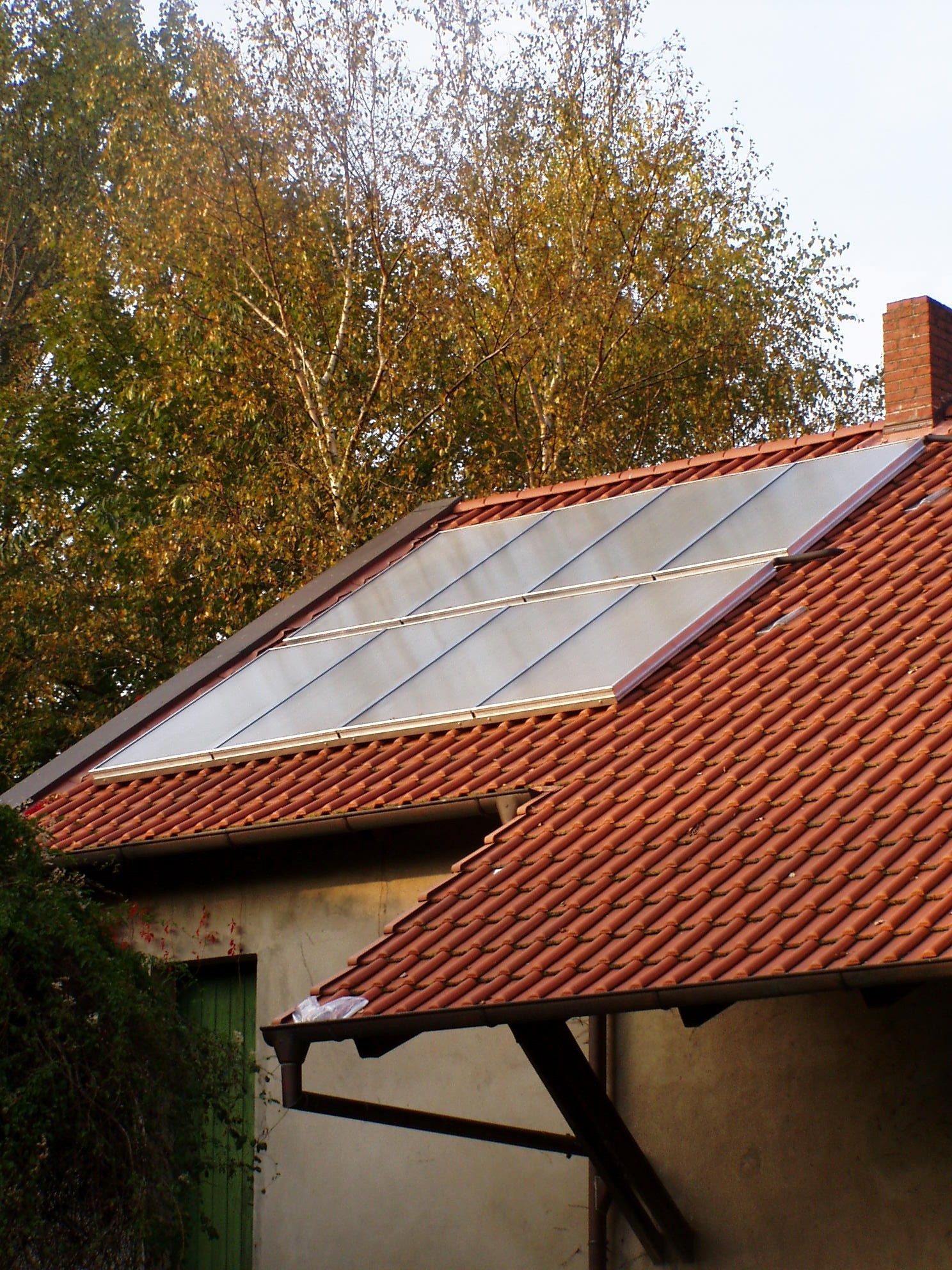
Flachkollektoranlage zur Warmwasserbereitung und Heizungsunterstützung

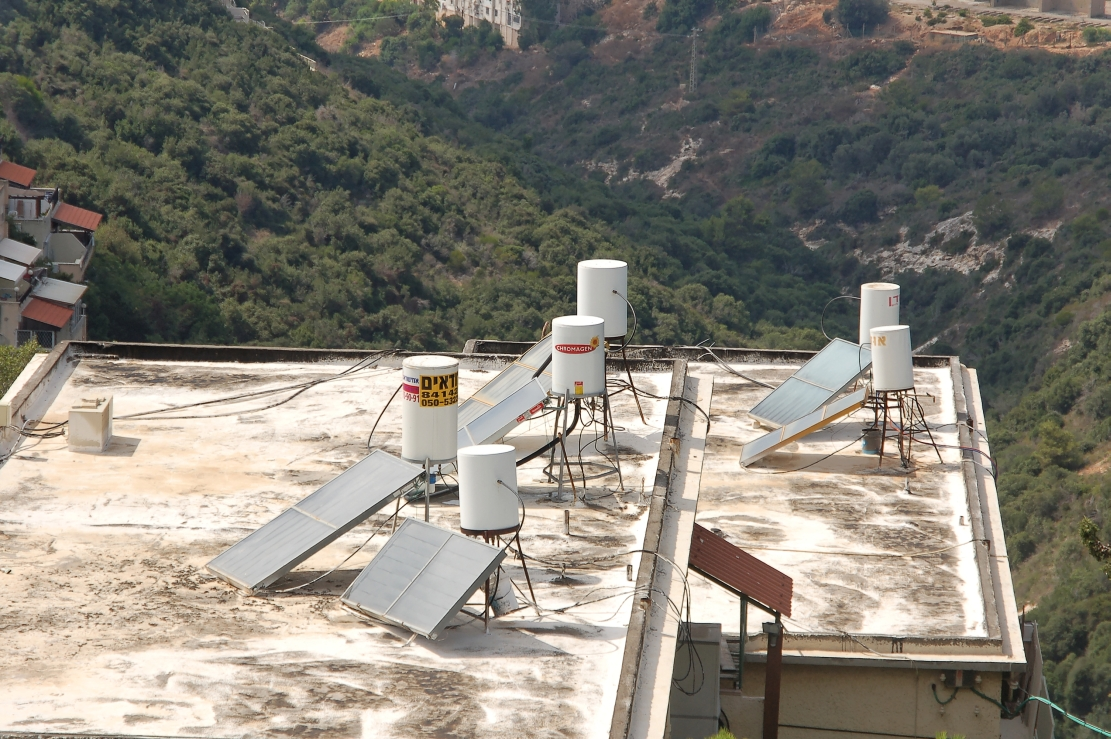
Einfach aufgebaute Thermosiphonanlagen auf einem Hochhaus

Die Bautypen von Solaranlagen lassen sich nach verschiedenen Kriterien unterscheiden.
Im Bereich der Haustechnik lassen sich nach dem Einsatzzweck
- Anlagen zur Trinkwassererwärmung und
- Anlagen zur Unterstützung der Raumheizung

unterscheiden (siehe dazu auch unten).
Nach dem verwendeten Kollektortyp unterscheidet man
- Anlagen mit Flachkollektoren
- Anlagen mit Vakuumröhrenkollektoren
- Anlagen mit luftgefüllten Kollektoren

Ebenso ist eine Unterscheidung nach der Speichertechnik möglich; hier gibt es eine Vielzahl unterschiedlichster Entwicklungen. Diese konzentrieren sich meist auf die Optimierung der Temperaturschichtung im Speicher bzw. auf die Umsetzung von Entnahmestrategien, die eine Störung der Schichtung vermeiden. Ziel ist dabei eine gleich bleibend hohe Temperatur im oberen Speicherbereich, wo die Wärme entnommen wird, und eine im Vergleich zur Kollektortemperatur niedrige Temperatur im unteren Speicherbereich, wo die Wärme aus den Kollektoren zugeführt wird, so dass ein stetiger Betrieb der Anlage ermöglicht wird.
Nach der Anlagentechnologie als solcher lassen sich unterscheiden
- Schwerkraftanlagen (Thermosiphonanlagen)
- High-Flow-Systeme
- Low-Flow-Systeme

Schwerkraftanlagen arbeiten ganz ohne Pumpstation. Ihr Kreislauf wird allein durch die Erwärmung in den Kollektoren angetrieben: Das im Kollektor erhitzte Wasser ist spezifisch leichter, steigt auf und sammelt sich im typischerweise oberhalb des Kollektors angebrachten Speicher. Beim Abkühlen sinkt es im Speicher nach unten und fließt durch das Rücklaufrohr wieder dem Kollektor zu.
Die Unterscheidung zwischen „High Flow“ und „Low Flow“ bezieht sich auf die Durchlaufmenge im Verhältnis zur Kollektorfläche je Zeitspanne. High Flow bedeutet, dass etwa 30 bis 50 Liter pro Stunde und Quadratmeter Kollektorfläche umgesetzt werden, bei Low Flow sind es 10 bis 20. Low Flow kann damit sowohl einen sehr langsamen Umlauf im Solarkreis als auch den schnellen Durchlauf bei einem insgesamt sehr geringen Volumen im Solarkreis bezeichnen.
Die meisten heute eingesetzten kleineren Anlagen sind High-Flow-Systeme, die mit normalen Heizungspumpen (Umwälzpumpen) betrieben werden können. Sie sind in der Lage, hohe Wärmemengen auf niedrigem bis mittlerem Temperaturniveau aus dem Kollektor abzuführen.
Der technologische Vorteil von Low-Flow-Systemen beruht darauf, dass in ihnen höhere Temperaturdifferenzen zwischen Kollektor und Speicher entstehen und auch im Betrieb bestehen bleiben. Dadurch sinkt der Kollektorwirkungsgrad etwas, gleichzeitig können sie aber bei geringerer Sonneneinstrahlung Wärme auf höherem Temperaturniveau produzieren und, da bei mittlerer Einstrahlung nicht mehr nachgeheizt werden muss, im Jahresmittel etwas höhere Deckungsgrade erreichen. Gegenüber High-Flow-Systemen gleicher Fläche können eine preisgünstigere Verrohrung, kleinere Wärmeübertrager und schwächere Pumpen verwendet werden. Wegen dieser Vorteile werden Großanlagen üblicherweise im Low Flow betrieben. Systeme mit sehr engen Rohrquerschnitten können nur als Low-Flow-Anlagen betrieben werden, da der Strömungswiderstand sonst zu sehr zunimmt. Innerhalb des Absorbers sind enge Rohrquerschnitte erwünscht, damit der Kollektor sich schnell aufheizt und bei Überhitzung eine möglichst geringe Wassermenge vom Dampf verdrängt wird.
Matched-Flow-Systeme, in denen die Pumpenleistung in einem weiten Bereich geregelt wird, sind derzeit die Ausnahme. Sie müssen technisch wie eine High-Flow-Anlage teuer ausgerüstet werden, so dass ihr Vorteil gegenüber dieser nur gering ist.
Außerhalb Mitteleuropas sind Thermosiphonanlagen häufig in Verwendung und das vorrangig in wärmeren Regionen. Thermosiphonanlagen mit Röhrenkollektoren können jedoch bis −30 °C ohne Frostschutz betrieben werden und liefern auch bei sehr tiefen Temperaturverhältnissen bei diffuser und indirekter Sonnenbestrahlung oft noch warmes Wasser. Ein Frostschutz ist in erster Line für das Leitungssystem vorzusehen. Thermosiphonanlagen haben häufig einen offenen Kreislauf: Die Kollektoren werden bei den einfachsten Systemen direkt vom Trinkwasser durchflossen, das dann als Warmwasser aus dem Speicher abgezapft wird. Die etwas komplexere Variante verwendet einem Drucklosspeicher mit integriertem Glattrohrwärmetauscher, der dem normalen Leitungsdruck standhält.
Eine Ausnahme bilden Drain-Back-Systeme, die eine vollständige Entleerung der Kollektoren bei extremen Temperaturen bzw. Anlagen-Stillstand vorsehen. Diese können mit reinem Wasser betrieben werden. Auch sie werden aber meist als geschlossene Kreisläufe betrieben, die die Wärme über Wärmeübertrager an das Brauchwasser abgeben.

### Überhitzung der Anlage
Wenn die Kollektorfläche groß genug ausgelegt wird, um auch im Winter die benötigte Warmwassermenge zu erzeugen und gegebenenfalls zur Gebäudeheizung beizutragen, so kann die im System zirkulierende Flüssigkeit durch die wesentlich stärkere Sonneneinstrahlung im Sommer bis über den Siedepunkt hinaus erhitzt werden.
Der Stillstand der Anlage aufgrund verdampfender Solarflüssigkeit wird als Stagnation bezeichnet.
Die Stagnation der Anlage muss bei der Konzeption berücksichtigt werden:
- Das im Kollektor enthaltene Flüssigkeitsvolumen wird möglichst gering gehalten, um die Menge des entstehenden Dampfes zu begrenzen.
- Die Materialien in den bei Überhitzung vom Dampf durchströmten Anlagenteile werden so ausgewählt, dass sie der hohen Temperatur standhalten.
- Das Membranausdehnungsgefäß wird ausreichend groß ausgelegt, um die vom Dampf verdrängte Wassermenge vollständig aufzunehmen.
- Die Abflussleitung des Überdruckventils wird so ausgeführt, dass durch das im Schadensfall mit hohem Druck austretende, siedende Wasser keine Gefährdung eintritt.
- Bei drohender Überhitzung wird die Pumpe des Solarkreislaufs abgeschaltet, woraufhin die in den Kollektoren enthaltene Flüssigkeitsmenge in einen Vorratsbehälter zurückströmt. Siehe Drain-Back-System

Da im Stagnationsfall eine hohe thermische Belastung auf die Anlagenteile wirkt und vorübergehend keine solare Energie mehr gewonnen werden kann, wurden verschiedene Konzepte entwickelt, um das Sieden der Solarflüssigkeit zu vermeiden:
- Es wird eine Verschattung der Anlage vorgesehen, um die Sonneneinstrahlung zu begrenzen.
- Es wird eine Kühlung vorgesehen, die bei drohender Überhitzung in den Solarkreislauf geschaltet werden kann. Z.B.:
  - Ein Speicher, der ausreichend groß ist, um die gesamte Wärmeenergie aufzunehmen. Ein sogenannter saisonaler Speicher hat genügend Kapazität, um die gesamte überschüssige Wärmeenergie bis zum Winter zu speichern.
  - Ein Kühlregister, welches durch durchströmende Außenluft abgekühlt wird.
  - Ein Schwimmbad.
  - Ein im Erdreich oder im Keller verlegter Kühlkreislauf, der die Wärme an den Untergrund abgibt. Je nach Grundwasser- und Bodenverhältnissen wird die überschüssige Wärmeenergie idealerweise bis zum Winter gespeichert und steht dann zur Erwärmung des Gebäudes bereit.
- Die Anlage wird druckfest ausgelegt, um den Siedepunkt der Solarflüssigkeit über die höchste im Kollektor entstehende Temperatur zu heben.[7]

## Typische Anlagengrößen
Die meisten heute im Einsatz befindlichen Anlagen sind Anlagen zur Erwärmung des Trinkwassers im 1-Familien- oder 2-Familien-Haus. Ziel bei der Konzeption der Solaranlage ist es, im Sommer eine Volldeckung zu erreichen, so dass die normale Heizungsanlage komplett abgeschaltet bleiben kann. Aufgrund der starken jahreszeitlichen Unterschiede müsste aber eine Anlage, die auch im Winter über 90 % des Bedarfs decken kann, so groß ausgelegt werden, dass im Sommer gewaltige Wärme-Überschüsse entstünden, die nicht genutzt werden könnten. Da sich die Anlage abschaltet, sobald im Solarspeicher eine voreingestellte Zieltemperatur erreicht ist, würden solche Anlagen im Sommer häufig stillstehen. Wenn aber keine Wärme mehr abgeführt wird, erhitzen sich die Kollektoren so, dass die enthaltene Solarflüssigkeit in Dampf übergeht. Kommt es in dieser Situation nun zu einer Abkühlung des Speichers durch hohen Verbrauch, kann dies zur paradoxen Situation führen, dass im Sommer konventionell nachgeheizt werden muss, weil die Anlage erst nach nächtlicher Abkühlung der Kollektoren wieder in Betrieb genommen werden kann.
Eine typische Anlagengröße in Deutschland und Österreich ist auf einen Vier-Personen-Haushalt konzipiert, hat einen 300-Liter-Solartank und eine Kollektorfläche zwischen 4 und 5 m². Die nächstgrößere Anlage mit einem 400-Liter-Solartank und einer Kollektorfläche zwischen 6 und 8 m² kann bis zu sechs Personen mit normalem Wasserverbrauch mit einem jährlichen solaren Deckungsgrad von etwa 70 % versorgen.
In den Niederlanden werden die meisten Anlagen um etwa ein Drittel kleiner konzipiert; dort sind auch Anlagen mit 150- oder 200-Liter-Solartank zu finden, die dann aber meist nur einen Deckungsgrad von weniger als 60 % im Jahresmittel erreichen.
In Österreich finden sich auch Anlagen mit größeren Trinkwasserspeichern. In Deutschland ist dies eher unüblich. Letzteres hängt auch damit zusammen, dass ab einer Speichergröße von mehr als 400 Liter die so genannte „Legionellen-Verordnung“ des Deutschen Vereins des Gas- und Wasserfachs besondere Maßnahmen zur regelmäßigen Sterilisierung der Trinkwasseranlage vorschreibt. Diese Richtlinie gilt zwar nicht für Einfamilienhäuser, dennoch nimmt man infolge gesundheitlicher Bedenken oft vom Einbau größerer Speicher Abstand.
Anlagen, die neben der Trinkwassererwärmung (Dusch- und Badewasser) auch Raumheizungsunterstützung leisten sollen, benötigen Pufferspeicher, die im Bereich der Einfamilienwohngebäude mit wenigstens 700 Liter Inhalt ausgeführt sind; dabei handelt es sich jedoch nicht um Trinkwasser, sondern um Heizungswasser, das nur im geschlossenen Kreislauf der Heizungsanlage zirkuliert. Die entsprechende Kollektorfläche kann zwischen 9 und 12 m² angesetzt werden. Gute Leistungswerte erreichen Kombitank-Systeme mit ca. 1000 Liter Gesamtpufferkapazität (davon bis zu etwa 200 Liter Trinkwasser in einem Innentank) und einer Kollektorfläche von 12 bis 15 m². Neben einer solaren Deckung des jährlichen Trinkwasserwärmebedarfs von ca. 60–70 % können solche Anlagen im Niedrigenergiehaus bis zu einem Viertel des jährlichen Heizenergiebedarfs erbringen.
Die Unterschiede zwischen den Standorten (Jahres-Strahlung), Ausrichtung bzw. Neigung der Kollektorfläche (reduziert oder steigert die Erträge), Warmwasserbedarf des Haushaltes und Wärmebedarf des Gebäudes und letztlich die Qualität der Solaranlagen (Wirkungsgrad der Kollektoren, Dämmqualität des Solarspeichers, Intelligenz des Solarreglers) beeinflussen allerdings die nötige Größe deutlich. Eine Überdimensionierung bringt kaum Jahresmehrerträge. Ausnahmen sind steil und verschattungsfrei genau nach Süd ausgerichtete Kollektoren. Hiermit kann dann ein Mehr an Wintersonne eingefangen werden und eine sommerliche Überhitzung vermieden werden. Sommerliche Überhitzung und die Gefahr von Anlagenstillständen durch Stagnation können reduziert werden, indem überschüssige Wärme anderweitig eingesetzt wird, etwa zur Trocknung des Kellers oder zur Beheizung eines Schwimmbeckens.

## Wirtschaftlichkeit
Vom Energieverbrauch eines Privathaushaltes entfallen ca. 61 % auf den Gesamtheizenergiebedarf (8 % Trinkwassererwärmung, 53 % Heizenergiebedarf), ca. 31 % für Kraftfahrzeuge und 8 % für Strom.

### Anlagen zur Trinkwassererwärmung
Heutige solarthermische Anlagen werden in erster Linie zur Trinkwassererwärmung genutzt, hierbei können sie im Jahresmittel 55 % bis 60 % der Heizenergie für die Trinkwassererwärmung decken, was ca. 8 % dieses gesamten Heizenergiebedarfes oder etwa 5 % des Gesamtenergiebedarfes entspricht. Die Nutzungsdauer einer solchen Anlage wird mit 20 bis 25 Jahren angegeben.
Der Energieverbrauch einer Musterfamilie für die Trinkwassererwärmung (Dusch- und Badewasser) liegt jährlich bei ca. 420 Liter Heizöl (bzw. 420 Kubikmeter Erdgas). Davon kann eine solarthermische Anlage etwa 55 % bis 60 % einsparen, was einer jährlichen Einsparung von ca. 250 Liter Heizöl entspricht und bei einem Heizölpreis von ca. 1 €/l (Stand: November 2023) zu einer Einsparung von jährlich ca. 250 € führt.
Weiterhin kann eine Solaranlage Strom sparen, wenn das Warmwasser auch für Wasch- und Spülmaschine verwendet wird.
Die Anschaffungskosten einer solarthermischen Warmwasser-Anlage für einen Vier-Personen-Haushalt liegen, abhängig von Technik und erforderlichem Aufwand, zwischen 4800 € (Flachkollektor) und 8800 € (Vakuumkollektor) inklusive Transport und Montage. Sofern die Montage nicht durch Fachkräfte, sondern durch den Käufer vorgenommen wird, liegen die Anschaffungskosten der Anlage selbst zwischen 2880 € und 6850 €.
Als Betriebskosten ergeben sich im Wesentlichen die Stromkosten für die Solarpumpe und die je nach Anlagenerrichter stark variierenden Wartungskosten. Abbau- und eventuelle Entsorgungskosten infolge einer Modernisierung der Anlage kommen möglicherweise noch hinzu. Je nach Objekt können der Solaranlage oft Einsparungen durch Entfall von Kehrungen durch den Schornsteinfeger im Sommer, Verlängerung von Serviceintervallen am Heizkessel aufgrund der entfallenden Kurzzeitbelastungen im Sommer sowie Verlängerung der Kessel- und Schornsteinlebensdauer gutgeschrieben werden.

### Anlagen zur Heizungsunterstützung (Solaranlagen mit Rücklaufanhebung)
Insbesondere im Frühjahr treten hohe Sonneneinstrahlung (Mitte April ist sie etwa so hoch wie Ende August) und niedrige Außentemperaturen zusammen auf. Vermehrt werden daher solarthermische Anlagen eingesetzt, die zur Trinkwassererwärmung zusätzlich auch die Raumheizungswassererwärmung in den Übergangszeiten (Frühjahr und Herbst) wärmetechnisch unterstützen. Diese sog. „Kombianlagen“ sind deutlich größer und daher auch teurer als Anlagen nur für die Trinkwassererwärmung.
Die Kosten und Erträge schwanken hier deutlich stärker als bei reinen Trinkwasseranlagen, da Temperaturniveaus der Heizungssysteme (Vorlauftemperatur 35 °C für Fußbodenheizung, 75 °C für ältere Systeme), beheizte Fläche und spezifischer Wärmebedarf von 0 bis 300 kWh/(a·m²) je nach Haus variieren können. Bei einem unsanierten Altbau ist eine vorangehende Wärmedämmung, Herstellung der Winddichtheit sowie eventuell Erneuerung von Fenstern und Türen anzuraten.
Derzeit sind in Europa Systeme üblich, die etwa 15 % bis 45 % der Jahresheizenergie eines Einfamilienhauses einsparen. Typische dazupassende Speichergrößen liegen bei thermischen Heizwasserspeichern etwa bei 1000 l pro 100 m² beheizter Wohnnutzfläche.

### Förderung

#### Deutschland
Da eine Wirtschaftlichkeit bei konstanten Erdöl- und Erdgaspreisen oftmals nicht erreicht werden kann, förderte in Deutschland das BAFA grundsätzlich den Bau von Solaranlagen. Im Rahmen der Haushaltsverabschiedung wurde die Förderung durch die CDU/CSU/FDP-Koalition zunächst eingestellt. Seit dem 12. Juli 2010 werden Solarthermische Anlagen zur Heizungsunterstützung mit verringerten Fördersätzen bezuschusst. Solaranlagen für Warmwasser werden nur noch in Verbindung mit einer kompletten Heizungssanierung gefördert. Die Förderung von Anlagen im Neubau ist ganz gestrichen worden, da dies in Deutschland im Erneuerbare-Energien-Wärmegesetz geregelt wurde. Der aktuelle Förderrahmen einer Solarthermischen Anlage durch das BAFA wird auf der Internetseite bafa.de veröffentlicht.
Weitere Fördermöglichkeiten bieten die Bundesländer und teilweise auch die Städte und Kommunen oder die örtlichen Energieversorger. Die Kreditanstalt für Wiederaufbau fördert thermische Solaranlagen mit einer Kollektorfläche größer 40 m² durch ein Darlehen mit einer Restschuldbefreiung von 30 %. Nicht alle Formen der Förderung dürfen frei kombiniert werden.

#### Österreich
In Österreich liegt die Zuständigkeit der Förderung für die Errichtung von Solaranlagen für Einfamilienhäuser in der Kompetenz der Bundesländer. Dadurch schwanken die nicht rückzahlbaren Förderhöhen für Solaranlagen für Warmwassererzeugung von 0,– € (Niederösterreich) bis 1.700,– € (Oberösterreich, Burgenland), die Förderung für heizungsunterstützende Anlagen von 0,– € (Niederösterreich) bis 3.325,– € (Vorarlberg). Ferner fördern auch einige Gemeinden die Errichtung von Solaranlagen.

## Solaranlage und Denkmalschutz
Solaranlage und Denkmalschutz stehen in einem Spannungsverhältnis, da Solaranlagen auf dem Dach meist einen Eingriff in die Substanz des Gebäudes und / oder deren optische Wirkung darstellen. Da Ressourcenschonung und Nachhaltigkeit Teil des gesetzlichen Auftrags von Denkmalschutz und Denkmalpflege sind, gibt es seit vielen Jahren (Stand 2010) Bemühungen der Denkmalpflege, sinnvolle Lösungsansätze zu finden. Um Solaranlagen auf denkmalgeschützter Bausubstanz zu errichten, ist es häufig notwendig, sich intensiv mit Projekt- und Lösungsvorschlägen zur Integration von Solarmodulen auseinanderzusetzen. Im Zweifelsfall kann eine gerichtliche Klärung notwendig sein. In den letzten Jahren (Stand 2012) ist die Tendenz der Rechtsprechung – abhängig von den konkreten Gesichtspunkten – nicht mehr uneingeschränkt denkmalschutzfreundlich.

## Historische Vorläufer
Die Idee, Sonnenstrahlen „einzufangen“, um ihre Wärme gezielt zu nutzen, ist alt. Jahrhundertelang beschäftigten sich Erfinder mit dem Einfangen von Sonnenenergie und hierbei insbesondere mit der Verwendung von Brenngläsern.
Der Schweizer Naturforscher Horace Bénédict de Saussure baute im 18. Jahrhundert einen „einfachen Sonnenkollektor“, der aus einem Holzkasten mit schwarzem Boden bestand und mit Glas abgedeckt war. Sein Sonnenkollektor absorbierte die Sonnenwärme, und Saussure gab an, in seinem Kasten Temperaturen von annähernd 90 °C zu erreichen.
1936 berichtete die Zeitschrift Die Woche von einem in Kalifornien entwickelten Bratofen, der mit durch eine Linse gebündelten Sonnenstrahlen arbeitete. Die Redaktion gab der Sonnenenergie keine großen Zukunftschancen, räumte aber ein, dass unter optimaler Sonneneinstrahlung „eine Linsenstrahlungsfläche von einem Quadratmeter eine Kraftleistung von 1 1/2 PS ergeben dürfte [und] Sonnenmaschinen rentabler als befeuerte Dampfmaschinen sind“.